# Nemocnice Semily
Nemocnice Semily (nebo také MMN Semily), původně Nemocnice s poliklinikou Semily, je zdravotnické zařízení poskytující zdrav. péči v Libereckém kraji. Nemocnice je jednou ze 2 nemocnic sloučených v roce 2017 do společnosti MMN, a. s. - tou druhou je Nemocnice Jilemnice.

## Charakteristika
Společnost MMN a.s., pod níž nemocnice spadá, je vlastněná městy Semily, Jilemnice a (od roku 2021) částečně i Libereckým krajem. . Nemocnice Semily má k dispozici celkem 99 lůžek. Semilská nemocnice se specializuje na následnou a rehabilitační péči (sesterská jilemnická nemocnice se soustředí na péči akutní).

### Lůžková oddělení
- Oddělení následné ústavní péče
- Oddělení následné rehabilitační péče
- Ortopedické oddělení

### Nelůžková oddělení
- Radiodiagnostické oddělení
- Oddělení klinických laboratoří
- Rehabilitační oddělení
- Lékárna[4]